# Ловеро
Ловеро (итал. Lovero) је насеље у Италији у округу Сондрио, региону Ломбардија.
Према процени из 2011. у насељу је живело 638 становника. Насеље се налази на надморској висини од 509 м.

## Становништво
Према резултатима пописа становништва 2011. у општини је живело 667 становника.
| 1936. | 1951. | 1961. | 1971. | 1981. | 1991. | 2001. | 2011. |
| ----- | ----- | ----- | ----- | ----- | ----- | ----- | ----- |
| 862   | 837   | 811   | 730   | 707   | 686   | 635   | 667   |